# Górna Wola (województwo łódzkie)
Górna Wola – wieś w Polsce położona w województwie łódzkim, w powiecie zduńskowolskim, w gminie Szadek.
W latach 1954–1957 wieś należała i była siedzibą władz gromady Górna Wola, po jej zniesieniu w gromadzie Wielka Wieś. W latach 1975–1998 miejscowość administracyjnie należała do województwa sieradzkiego.